# Portugaliza
Portugaliza é o termo que expressa o reconhecimento e, para alguns adeptos do reintegracionismo linguístico, a pretensão de unidade cultural, linguística, histórica e geográfica entre os povos de Portugal e da Galiza.
Para os reintegracionistas defensores do conceito, a reintegração seria neste caso política e não apenas linguística. A Portugaliza tem uma área de 121 810 km² e uma população de 13 milhões de habitantes.
O termo tem sido amplamente usado pelos escritores e intelectuais portugueses Manuel Rodrigues Lapa e José Rodrigues Miguéis.[carece de fontes?] Ernesto Guerra da Cal refere-se a "o direito a sonhar com a resposta de uma Galiza livre ao apelo lançado pelo poeta Lopes Vieira: ‘Deixa a Castela e vem com nós’; o direito, enfim, a sonhar com aquela Portugaliza ideal dos dois Povos do Cabo da Europa que visionaram Pondal e Teixeira de Pascoaes – e Mestre Lapa, vitalício sonhador, que, graças a Deus, continua a nutrir sonhos animadores de realidades".

## História e âmbito cultural
O Condado Portucalense estendia-se desde o rio Minho e Trás-os-Montes até ao Condado de Coimbra e Viseu.
Porém, consumada a separação entre o Condado Portucalense e o Reino da Galiza, com a aparição do Reino de Portugal, a Galiza e Portugal seguiram caminhos completamente diferentes. O Reino da Galiza foi abolido com o tempo e incorporado plenamente em Espanha em 1833, depois dum longo processo de castelhanização ao nível social, cultural e linguístico.[carece de fontes?]
Portugal, à diferença da Galiza, continuou a sua expansão territorial como um reino, desde o Condado de Portucale, sendo este o berço da nação, com capital em Coimbra, no Centro de Portugal, até ao Algarve; e desde ali, na Escola de Sagres, através do mar começará o que se tem denominando como Era dos Descobrimentos.
Porém, ainda hoje, quase um milénio depois da separação política entre Portugal e a Galiza, os cidadãos de ambos os lados da fronteira compartem uma identidade cultural, com destaque para o idioma: alguns consideram o português e o galego línguas irmãs, derivadas do galaico-português, também denominado português arcaico; outros vão ainda mais longe e consideram-nas apenas variantes ou dialetos da mesma língua.